# Limnebius javanus
Limnebius javanus är en skalbaggsart som beskrevs av Armand D'Orchymont 1932. Limnebius javanus ingår i släktet Limnebius och familjen vattenbrynsbaggar. Inga underarter finns listade i Catalogue of Life.